# Kościół św. Wawrzyńca i klasztor kapucynów w Lubartowie
Kościół świętego Wawrzyńca i klasztor kapucynów – zespół klasztorny należący do prowincji warszawskiej ojców kapucynów. Jeden z zabytków miasta Lubartowa.
Zespół składa się z kościoła św. Wawrzyńca i przylegającego do kościoła od strony południowej klasztoru z wirydarzem.

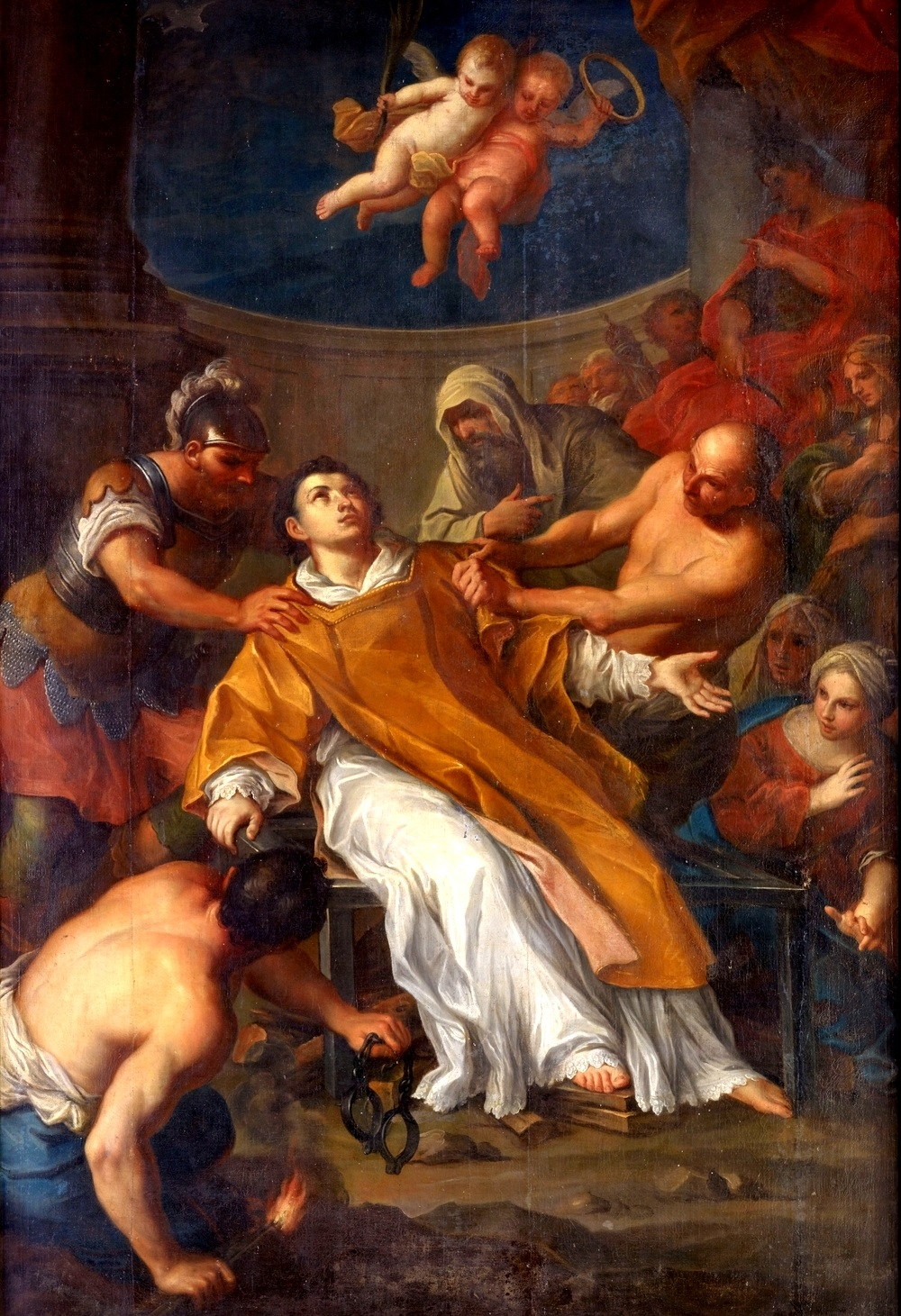
Szymon Czechowicz - Męczeństwo św. Wawrzyńca

Kościół został zbudowany w latach 1737–1741 w stylu baroku toskańskiego, według projektu architekta Pawła Antoniego Fontany, nadwornego architekta Sanguszków, ówczesnych właścicieli Lubartowa. Świątynia została ufundowana wspólnie przez Mikołaja Krzynieckiego, skarbnika trembowelskiego i pułkownika wojsk polskich oraz księcia Pawła Karola Sanguszkę. Kościół składa się z jednej nawy zamkniętej krótkim, prostokątnym prezbiterium, z lewej i prawej strony nawy znajdują się dwa rzędy niskich kaplic. Wyposażenie świątyni jest skromne – białe ściany bez ozdób (jedynym godnym uwagi elementem dekoracyjnym są toskańskie pilastry), ołtarze w stylu późnobarokowym, wykonane z drewna dębowego bez złoceń. kościół posiada również obrazy ołtarzowe w stylu późnobarokowym, namalowane przez Szymona Czechowicza, należą do nich „Męczeństwo św. Wawrzyńca” znajdujące się w ołtarzu głównym. Cykl obrazów lubartowskich powstał niedługo po powrocie artysty ze studiów w Rzymie, widoczne są w nich wpływy włoskie.
Do świątyni przylega, wybudowany w tym samym czasie, trójskrzydłowy, piętrowy i otoczony murem klasztor. Kościół i klasztor były świadkami narodowej historii. W czasie powstania listopadowego w klasztorze broniła się część oddziałów polskich pod dowództwem generała Wojciecha Chrzanowskiego. W czasie powstania styczniowego świątynia została ostrzelana z armat przez Rosjan ścigających uchodzący oddział partyzancki (do dziś w ścianie kościoła tkwią kule armatnie). Sami kapucyni stanęli po stronie powstania – prawie wszyscy nowicjusze zaciągnęli się do armii polskiej, a bracia pielęgnowali i ukrywali w murach klasztoru rannych powstańców.
Kasata klasztorów w Królestwie Polskim po powstaniu styczniowym ominęła klasztor w Lubartowie – mógł normalnie istnieć, ale nie miał możliwości przyjmowania nowicjuszy. Kapucynów stale ubywało, ponieważ władze carskie sukcesywnie przenosiły ich do innych klasztorów (tam, gdzie były ubytki personalne). W rezultacie, w 1867 roku, ostatecznie nastąpiła kasata klasztoru, został tylko o. Faustyn Jarzębiński jako rektor świątyni. Gdy zmarł w 1885 roku, świątynią zaczęli zarządzać księża diecezjalni.
W 1926 roku ksiądz Aleksander Szulc, ówczesny opiekun świątyni, rozpoczął prace remontowe. Kapucyni ponownie objęli klasztor w 1938 roku, choć przez długi jeszcze czas część pomieszczeń klasztornych była wykorzystywana przez urzędy państwowe. W 1978 roku został oddany cały klasztor, został on wtedy gruntownie wyremontowany i przebudowany. Podczas stanu wojennego znaleźli w nim schronienie działacze „Solidarności".